# 안토니오 에메리
안토니오 에메리 아로세나(스페인어: Antonio Emery Arocena; 1905년 7월 26일, 바스크 주 온다바리아 ~ 1982년 3월 29일)는 스페인의 축구 선수로, 선수 시절 골키퍼로 활약하였다.

## 경력
온다바리아 출신인 에메리는 레알 우니온에서 활약하였다.

## 사생활
그의 아들 후안과 로만, 그리고 손자 우나이 모두 축구에 종사했다.